# Palác Razumovských (Opava)
Palác Razumovských je palác s čestným dvorem v Opavě na Nádražním okruhu. Byl postaven v letech 1891–1893 pro rodinu rusko-ukrajinských šlechticů Razumovských, kteří vlastnili v blízkém okolí statky Melč a Dolní Životice. Autorem projektu byl vídeňský architekt Ludwig Tischler. Sochařská výzdoba je dílem Johanna Müllera.
V letech 1946–2009 v něm sídlil Slezský ústav. Od roku 2010 v něm sídlí ředitelství Slezského zemského muzea.
Objekt je od roku 1958 kulturní památkou.